# Distrikt Miguel Iglesias
Der Distrikt Miguel Iglesias liegt in der Provinz Celendín in der Region Cajamarca in Nordwest-Peru. Der Distrikt wurde am 21. September 1943 gegründet. Benannt wurde der Distrikt nach Miguel Iglesias, ein peruanischer General und Politiker sowie zeitweise amtierender Präsident. Am 23. Dezember 1993 wurde der Südwesten des Distrikts ausgegliedert und bildet seitdem den neu gegründeten Distrikt La Libertad de Pallán.
Der Distrikt besitzt eine Fläche von 262 km². Beim Zensus 2017 wurden 4078 Einwohner gezählt. Im Jahr 2007 lag die Einwohnerzahl bei 4863. Sitz der Distriktverwaltung ist die etwa 2800 m hoch gelegene Ortschaft Chalán mit 376 Einwohnern (Stand 2017). Chalán befindet sich 25 km nordnordwestlich der Provinzhauptstadt Celendín.

## Geographische Lage
Der Distrikt Miguel Iglesias liegt in der peruanischen Westkordillere nordzentral in der Provinz Celendín. Der größere Ostteil des Distrikts wird über den entlang der südöstlichen Distriktgrenze fließenden Río Las Yangas nach Osten zum Río Marañón entwässert. Der kleinere Westteil wird über den Río Llaucano nach Norden entwässert.
Der Distrikt Miguel Iglesias grenzt im Süden an die Distrikte La Libertad de Pallán und Huasmín, im Westen an den Distrikt Bambamarca (Provinz Hualgayoc), im Norden an die Distrikte Paccha (Provinz Chota) und Cortegana, im Nordosten an den Distrikt Chumuch sowie im Südosten an den Distrikt Celendín.

## Ortschaften
Im Distrikt gibt es neben dem Hauptort folgende größere Ortschaften:
- Campo Alegre
- El Aliso
- El Lirio
- Jorge Chávez
- Muyoc Chico
- Muyoc Grande
- Nueva Bella Aurora
- Pizon